# Tatjana Zatoelovskaja
Tatjana Jakovlevna Zatoelovskaja (Russisch: Татьяна Яковлевна Затуловская, Hebreeuws: טטיאנה זטולובסקיה) (Bakoe, 8 december 1935 - 2 juli 2017) was een Azerbeidzjaans-Israëlisch schaakster. Ze was geboren in de toenmalige Azerbeidzjaanse Socialistische Sovjetrepubliek en emigreerde in 2000 naar Israël. Ze was in 1962 kampioen van de Sovjet-Unie bij de vrouwen. Ze was een dames-grootmeester (WGM). Haar hoogste Chessmetrics-rating is 2371, ze bereikte deze in 1973.

## Schaakcarrière
Zatoelovskaja won het kampioenschap van de Sovjet-Unie bij de vrouwen in 1960 (maar werd 2e na play-off tegen Valentina Borisenko), 1962 en 1963 (maar werd 2e na play-off tegen Maaja Ranniku). In de jaren 60 en 70 kwalificeerde ze zich diverse malen voor Interzonetoernooien (1964, 1971 in Ohrid, 1973, 1976 in Tbilisi en 1979 in Rio de Janeiro en kandidatentoernooien voor het Wereldkampioenschap schaken bij de vrouwen.
In 1961 werd ze Internationaal Meester bij de vrouwen (WIM), in 1976 werd ze grootmeester bij de vrouwen (WGM).
In 1992 werd ze in Bad Wörishofen tweede bij het Wereldkampioenschap schaken voor senioren bij de vrouwen. In 1993 won ze in Bad Wildbad het Wereldkampioenschap schaken voor senioren bij de vrouwen met 10 pt. uit 11 (10 overwinningen, 2 remises). In 1997 won ze nogmaals deze titel.

## Resultaten in landenteams
In 1963, 1966 en 2002 nam ze met het vrouwenteam deel aan de Schaakolympiade. De eerste twee keren won haar Sovjet-team de gouden medaille. Persoonlijk kreeg ze in 1963 de zilveren en in 1966 de gouden medaille. Na haar emigratie naar Israël in 2000, speelde ze met het Israëlische vrouwenteam in de 35e Schaakolympiade in 2002.

## Schaakverenigingen
Het Sovjetkampioenschap voor schaakverenigingen won ze in 1961 en 1968, spelend aan het tweede vrouwenbord van Burewestnik. In Duitsland speelde ze voor SK Zehlendorf, o.a. in seizoen 1993/94 van de 1e klasse bondscompetitie voor vrouwen. Met de Israëlische vereniging Maccabi Afek nam ze in 2003 deel aan de European Club Cup voor vrouwen.
Tatjana Zatoelovskaja werd 81 jaar oud.

## Externe koppelingen
- (en)   Informatie over schaakpartijen van Tatjana Zatoelovskaja op ChessGames.com
- (en)   Informatie over schaakpartijen van Tatjana Zatoelovskaja op 365chess.com